# Piotr Pavlenski

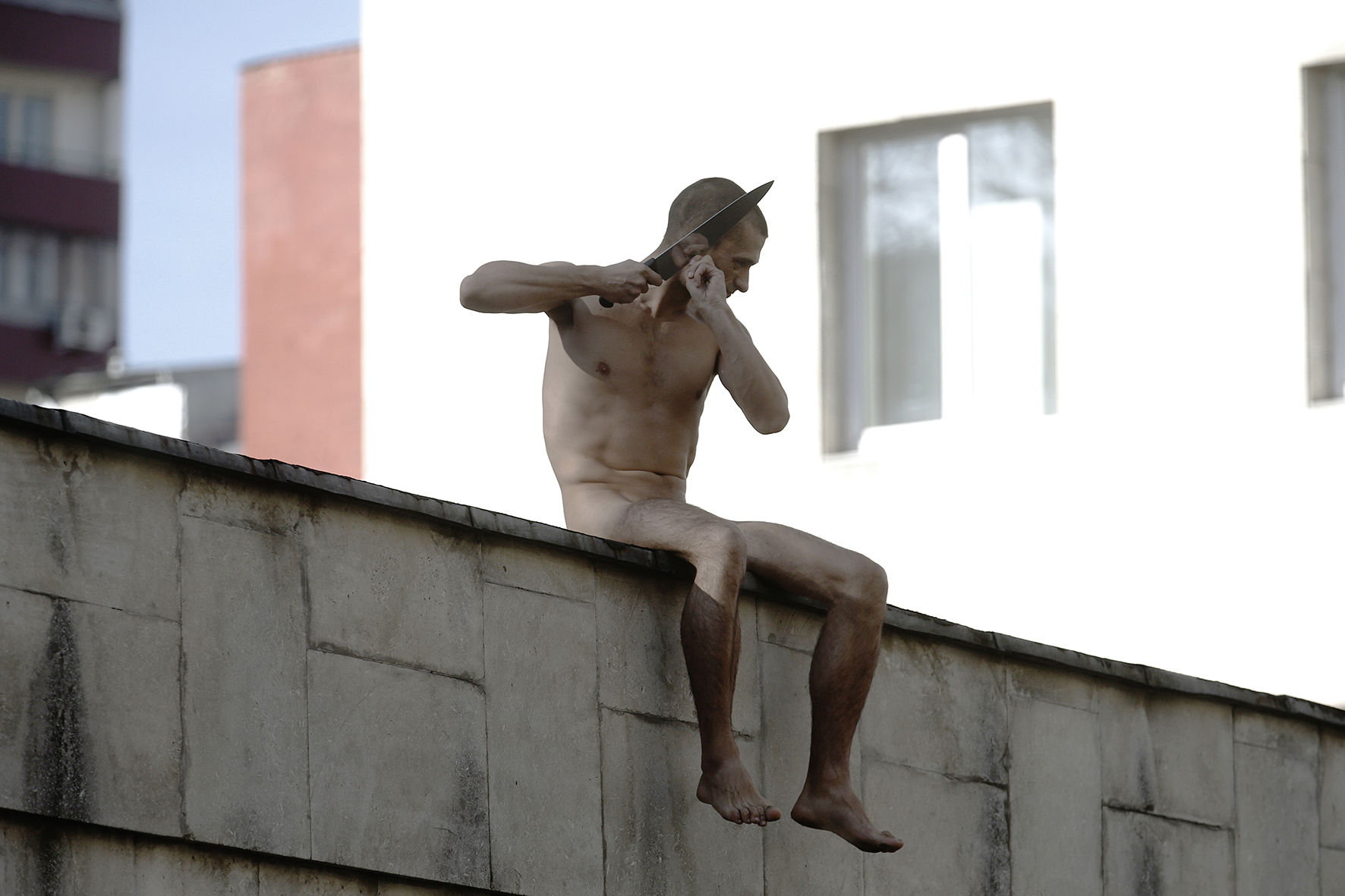
Separare (2014)

Piotr Andreevici Pavlenski (în rusă Пётр Андреевич Павленский; n. 8 martie 1984, Leningrad, azi Sankt Petersburg) este un artist conceptual rus. Folosind corpul uman – adesea propriul său – precum și focul, a creat opt evenimente de Artă Subiect-Obiect între 2012 și 2020. Pavlenski a generat dezbateri publice și a făcut obiectul unor proceduri judiciare în Rusia și Franța din cauza naturii contraculturale a operelor sale.

## Biografie
Născut la Leningrad în 1984, Pavlenski a studiat arta monumentală la Academia de Artă și Industrie din Sankt Petersburg.. În al patrulea an petrecut la Academie, a urmat cursuri suplimentare la Fundația Pro Arte pentru Cultură și Arte din Sankt Petersburg (Про АРте).
Pavlenski a fugit în decembrie 2016, mai întâi în Ucraina și mai târziu la Paris, acolo fiind acuzat de agresiune sexuală asupra unei actrițe, care ar fi comis-o împreună cu soția sa. În ianuarie 2017 a cerut Franței azil.

## Operă
Performances lui Pavlenski a provocat în mod repetat prima pagină a ziarelor din întreaga lume.
Considerat uneori parte a celui de-al treilea val al acțiunii rusești, sau un artist care realizează artă politică, Pavlenski spune că a abandonat utilizarea acestor termeni pentru a-și teoretiza propria practică artistică, pe care o numește: Artă Subiect-Obiect.
El explică faptul că Arta Subiect-Obiect se bazează pe "existența puterii ca fenomen și pe interacțiunea celor care guvernează (subiecții puterii) cu cei care sunt guvernați (obiectele puterii)”. Potrivit lui, Arta Subiect-Obiect constă în organizarea unei anumite combinații de circumstanțe care îi obligă pe subiecții puterii să recurgă la puterea lor de autoritate. Procedând astfel, ei realizează ideea artistului de a "forța puterea să funcționeze prin artă”. El consideră că "subiectul aflat într-o poziție de putere devine astfel un obiect de artă, iar ceea ce îl transformă într-un obiect este propria sa putere de autoritate”.
Pavlenski distinge, de asemenea, documentarea fotografică a evenimentelor sale de "precedente”, care constituie imagini înzestrate cu valoare estetică și texte produse de subiecți ai puterii în timpul procedurilor administrative și judiciare pe care artistul le selectează pentru expunere în spații de artă și publicare sub formă de carte.
În 2013 și 2015, Pavlenski a fost votat "cel mai influent artist din Rusia” de revista Artguide. În luna mai 2016, Human Rights Foundation Pavlenski a conferit Václav Havel Prize for Creative Dissent. Premiul a fost retras la scurt timp după ce artistul a decis să dedice premiul partizanilor din Primorie, un grup de șase tineri ruși care luptă împotriva corupției și violenței poliției și care și-au asumat responsabilitatea în 2010 pentru uciderea a doi ofițeri de poliție în regiunea Vladivostok. În 2016, revista de artă The Art Newspaper l-a clasat “în afara categoriei” în clasamentul său anual al celor mai remarcabili tineri artiști ruși. Editorii revistei au justificat această alegere prin “popularitatea mediatică de neegalat” a acțiunilor sale și, în consecință, l-au desemnat “cel mai faimos artist din Rusia în 2016”.

## Evenimente
Pavlenski a devenit cunoscut publicului larg după ce și-a cusut gura închisă pentru a evidenția situația artiștilor din Rusia contemporană și, astfel, pentru a sprijini membrele încarcerate ale trupei punk Pussy Riot. Poliția a chemat o ambulanță și l-a dus pe Pavlenski pentru un examen psihiatric, dar psihiatrul l-a declarat nebun și l-a externat la scurt timp după incident. Artistul a declarat că intenția sa era să atragă atenția asupra modului în care sunt tratați artiștii din Rusia contemporană.
Pe 3 mai 2013, Pavlenski a produs al doilea său eveniment de Artă Subiect-Obiect, intitulat "Carcasă”. Asistenții săi l-au cărat gol și l-au înfășurat într-un strat de sârmă ghimpată până la intrarea principală a Adunării Legislative din Sankt Petersburg. Artistul a rămas în tăcere, întins într-o poziție semi-flexată în interiorul ghemului, nu a reacționat la acțiunile lui nimeni, dar în cele din urmă a fost eliberat pentru poliție cu alte tisori de podar.
Pe 10 noiembrie 2013, în timp ce stătea gol pe caldarâmul din fața Mausoleului lui Lenin din Piața Roșie a Moscovei, Pavlenski și-a înfipt un cui mare în scrot pentru a-l fixa de trotuar. Evenimentul său a coincis cu Ziua Poliției Ruse. Când au sosit polițiștii, l-au acoperit cu o pătură și ulterior l-au arestat. "Un artist gol, privindu-și testiculele înfipte în caldarâm, este o metaforă pentru apatia, indiferența politică și fatalismul societății ruse”, a explicat Pavlenski în declarații către presă. Drept urmare, a avut loc o anchetă, împotriva sa, pentru huliganism.
În octombrie 2014, gol, pe acoperișul Institutul Serbski din Moscova, el își taie pavilionul urechii pentru a evidenția tendința instituțiilor psihiatrice de a-i reprima pe cei care deviază de la normă. Evenimentul său a fost inspirat de pictorul Vincent van Gogh. Pavlenski și-a explicat evenimentul cu următoarele cuvinte: "Cutitul separă lobul urechii de corp. Peretele de beton al spitalului de psihiatriei separă societatea rațională de bolnavi iraționali."
În noimebrie 2015, Pavlenski a ars ușa sediului serviciului secret al Federației Ruse (FSB). Pavlenski a fost arestat treizeci de secunde mai târziu, fără a opune rezistență, și acuzat de vandalism. La câteva ore după acest eveniment artistic, a fost lansat un videoclip care îi explica semnificația. Acesta a fost al șaselea eveniment de artă subiect-obiect al său, intitulat "Amenințare”, în cuvintele lui Pavlenski. Potrivit galeristului Marat Guelman, această acțiune este un exemplu al "simbolismului evident” al lui Pavlenski: "Poarta Lubianka este poarta către iad, intrarea în lumea răului absolut. Și în fața flăcărilor infernale stă un artist singuratic, așteptând să fie arestat... Silueta lui Pavlenski în fața porților în flăcări ale FSB este un simbol puternic al Rusiei contemporane, atât politic, cât și artistic.” În ianuarie 2016 a fost transferat de autoritățile ruse din închisoare într-un spital de psihiatrie. El și-a transformat procesul într-un eveniment invitând prostituate să vină să depună mărturie.
Pe 16 octombrie 2017, în cadrul primului său eveniment artistic în afara Rusiei, Pavlenski a fost arestat la Paris după ce a dat foc ferestrelor de la nivelul străzii ale unui birou al Băncii Franței, situat în Place de la Bastille din Paris. El a fost acuzat de daune materiale, împreună cu complicea sa, Oksana Schalygina. Pavlenski a intrat în două greve ale foamei în timpul închisorii, în semn de protest față de "lipsa de transparență” în procesul judiciar. Pe 10 ianuarie 2019, Pavlenski a fost condamnat la trei ani de închisoare; arestul preventiv a fost considerat timp executat, iar restul de doi ani au fost suspendați. Shalygina a fost condamnat la doi ani de închisoare, dintre care 16 luni au fost petrecute în condiții de probă. În plus, condamnații au fost obligați să plătească Băncii Franței 18.678 de euro drept despăgubiri pentru daune materiale și 3.000 de euro pentru daune morale. Potrivit ziarului Le Matin, Pavlenski a strigat, ca răspuns, în rusă: "Niciodată!”. Pavlenski și-a dedicat procesul Marchizului de Sade.
În 2020, Pavlenski a creat un nou eveniment de artă intitulat "Pornopolitics”, pentru care a lansat un site web prezentat ca "prima resursă pornografică din lume care implică politicieni sau funcționari guvernamentali aleși și numiți”. Artistul a publicat videoclipuri intime și mesaje cu conținut sexual sugestiv trimise unei femei de către adjunctul și candidatul la primărie din Paris, Benjamin Griveaux. Înainte de procesul său, Pavlenski a declarat că această lucrare era "în întregime bazată pe interacțiunea categoriilor estetice”, în care stilul înalt era juxtapus cu stilul inferior: "În esență, era același lucru cu desenarea portretului unui politician, executat conform regulilor stilului înalt și expus tuturor, și adăugarea unui desen al organelor genitale masculine.” El a adăugat: "Tot ce am văzut de când am prezentat publicului Pornopolitique a fost, de fapt, doar unul dintre multele episoade din eterna coliziune dintre artă și putere. Cu toate acestea, faptul că categoriile estetice continuă să însemne atât de mult în lumea de astăzi este o adevărată surpriză pentru mine.” Benjamin Griveaux s-a retras apoi din alegerile pentru funcția de primar. Pornopolitique.com a fost cenzurat la trei zile de la începerea evenimentului. La procesul din 28 iunie 2023, Pavlenski a invitat istorici de artă să depună mărturie despre opera sa, precum și actori să interpreteze Tartuffe de Molière. Acuzarea a solicitat o pedeapsă de șase luni de închisoare pentru el. Avocatul său, Yassine Bouzrou, a pledat pentru libertatea artistică a clientului său.

## Caz de violență cu cuțitul
Pavlenski este acuzat și de înjunghierea a două persoane la o petrecere privată la domiciliul avocatului său, Juan Branco, pe 31 decembrie 2019, faptă pe care o neagă. Căutat de mai bine de cinci săptămâni de poliția franceză, a fost arestat la Paris pe 15 februarie 2020 și reținut în custodie publică în cadrul anchetei.
Pe 29 august 2024, a avut loc o audiere în instanță privind un caz de violență cu cuțitul, în noaptea de 1 ianuarie 2020. Potrivit jurnaliștilor de la ziarele Le Parisien și Le Point, Pavlenski a explicat instanței problemele sale juridice din Franța, spunând că a venit în țară în 2017 pentru că îl admira pe Marchizul de Sade și îl considera cel mai distins francez din lume. Cu toate acestea, în opinia sa, francezilor nu le place Sade și de aceea nici pe el nu le place. Pe 3 octombrie, În 2024, decizia a fost amânată: Pavlenski a fost găsit vinovat și condamnat la un an de închisoare, cu o brățară electronică și interdicție de a purta armă timp de cinci ani.

## Proiecte și evenimente
- 2012 – Eveniment "Cusut”. În fața Catedralei Kazan din Sankt Petersburg.
- 2013 – Eveniment "Fixare”. Piața Roșie, Moscova.
- 2013 – Eveniment "Carcasă”. În fața Palatului Marincki, Sankt Petersburg.
- 2014 – Eveniment "Libertate”. Pe micul pod Koniuixennaia.
- 2014 – Eveniment "Segregare”. Pe peretele exterior al Institutului Sârb de Psihiatrie din Moscova.
- 2015 – Eveniment "Amenințare”. Pe ușa sediului Serviciului Federal de Securitate (Moscova).[53]
- 2017 – Eveniment "Iluminare”. Pe Piața Bastiliei din Paris.
- 2020 – Eveniment "Pornopolitică”. Online.

## Expoziții
- 2012: Oculus Two, Fundația Pro Arte pentru Arte și Cultură.[57]
- 2013: Fantomele identității (expoziție de artă stradală organizată de Propaganda Politică), Muzeul de Stat Ermitaj.[58]
- 2016: Sfârșitul lumii, Centrul pentru Artă Contemporană Luigi Pecci.[59]
- 2017: Art Riot, Galeria Saatchi.[60][61] Expoziția a atras 248.547 de vizitatori.[62]
- 2017: Dincolo de principiul plăcerii, Galeria Națională de Artă Zachęta.[63]
- 2017: Luther și avangarda, fosta închisoare Wittenberg.[64][65]
- 2018: Vorbind despre o revoluție, de Paul Ardenne, 22 Visconti în expoziție.[66]
- 2018: 439754, Galerie Pack (numărul său de închisoare din Fleury-Mérogis).[67]
- 2018: Noi sau Haos, BPS22.[68]
- 2019: Arhivele lui Pyotr Pavlensky, Galerie ART4.[69]
- 2022: Politica în Artă, MOCAK (Muzeul de Artă Contemporană din Cracovia).[70] Decizia de a alege lucrarea sa, Sutură, ca element vizual promoțional pentru expoziție a fost criticată de activiști care au cerut ca lucrarea să fie înlocuită cu una a unui artist ucrainean.[71] O petiție semnată de o sută de artiști ucraineni și polonezi a determinat-o pe directoarea MOCAK, Maria Anna Potocka, să-și apere public alegerea: "Când am selectat lucrări pentru expoziție, am căutat artiști care să se exprime pe teme politice și, în același timp, ale căror lucrări să aibă o mare valoare artistică.”[72]
- 2022: Pornopolitică și alte precedente, Londra. Expoziția, organizată de organizația a/political, este susținută de canalul pentru adulți Babestation.[73] Aceasta prezintă "precedente” care constituie cadrul teoretic al artei lui Pavlensky.[74]
- 2022: Calea Lactee, Muzeul de Artă Contemporană din Voivodina.[75][76]
- 2023: Cineva se îmbogățește (Illumination), Tropenmuseum Amsterdam.[77][78]
- 2025: Totul este adevărat - Nimic nu este permis, Fundația de Artă Brutus.[79]